# Накамацу, Ёсиро
Ёсиро Накамацу (яп. 中松 義郎 Накамацу Ёсиро:, род. 26 июня 1928 года) — японский изобретатель, также известный как Доктор НакаМац (англ. Dr.NakaMats). Известный эксцентричным характером своих изобретений, он часто демонстрирует их на телевидении.

## Биография
С трёх лет мать Ёсиро обучала его физике, химии, английскому, японскому и истории. В 14 лет Ёсиро изобрёл насос для заправки соевого соуса, использующийся в Японии по сей день. Гениальные идеи, по его утверждению, приходят к нему за несколько секунд до смерти, для этого он погружается в воду и ждёт когда закончится кислород.
В 2005 году Ёсиро получил шнобелевскую премию за фотографирование и исследования всех продуктов питания, которые он съел за 34 года. Благодаря правильному питанию Ёсиро планирует прожить 144 года.
Во многих интернет-источниках можно встретить информацию о том, что Накамацу является изобретателем дискеты, но на самом деле, согласно списку патентов, Ёсиро изобрёл всего лишь чистящий диск для флоппи-дисководов спустя 14 лет после того, как флоппи-диски были изобретены Дэвидом Ноблем и Аланом Шугартом.
В 2013 году у изобретателя диагностирована злокачественная опухоль.

## Некоторые изобретения
- Насос для заправки соевого соуса;
- Чистящий диск для очистки головок флоппи-дисковода;
- Парик с грузиком для самозащиты при нападении;
- «Незаметные» очки в форме глаз;
- Самоподнимающееся сиденье для унитаза;
- Кресло «Cerebrex», стимулирующее циркуляцию крови от головы до ног с помощью звуковых импульсов;
- «Летающие ботинки» — ботинки с особым механизмом, выполняющим роль пружины, позволяют высоко прыгать;
- «Dr.Nakamats Nostradam vs Engine II» — двигатель, работающий на воде.